# Emili García
Pour les articles homonymes, voir García.
Emili Josep García Miramontes, né le 11 janvier 1989 à Andorre-la-Vieille, est un footballeur international andorran. Il évolue au poste de défenseur central au SC Escaldes.

## Biographie
García joue en Espagne et en France. Il évolue principalement avec le club du FC Andorra, dans les divisions régionales espagnoles.
García honore sa première sélection en équipe d'Andorre le 4 juin 2008, en amical contre l'Azerbaïdjan (défaite 1-2 à Andorre-la-Vieille). Par la suite, le 9 février 2011, il inscrit son premier but en équipe nationale, en amical contre la Moldavie (défaite 1-2 à Lagos au Portugal).
Il participe avec l'équipe d'Andorre aux éliminatoires de l'Euro 2012, puis aux éliminatoires du mondial 2014, puis aux éliminatoires de l'Euro 2016, et enfin aux éliminatoires du mondial 2018.